# Simon Terodde
Simon Terodde (Bocholt, 2 marzo 1988) è un ex calciatore tedesco di ruolo attaccante.
Viene ricordato principalmente per la sua alta vena realizzativa nella seconda divisione nazionale: con 177 reti in totale (distribuite fra Union Berlino, Bochum, Stoccarda, Colonia, Amburgo e Schalke 04), è il miglior marcatore di sempre della 2. Bundesliga.
Inoltre, è stato premiato come capocannoniere della stessa serie per quattro volte: nel 2016 (con il Bochum), nel 2017 (con lo Stoccarda), nel 2019 (con il Colonia) e nel 2022 (con lo Schalke). Negli ultimi tre casi, la sua squadra ha anche vinto il titolo della 2. Bundesliga.

## Caratteristiche tecniche
È un centravanti alto e potente, dotato di un fiuto del gol e di un'abilità di finalizzazione che ne hanno determinato una notevole prolificità nel corso degli anni, soprattutto durante la sua militanza in 2. Bundesliga.. Terodde ha altri punti di forza, come il gioco di sponda e la costruzione della manovra, abilità tramite le quali riesce a mandare in gol anche i compagni di squadra. Spesso risulta essere uomo squadra.

## Carriera

### Gli inizi a Duisburg e Düsseldorf
Rivelatosi nelle giovanili del Duisburg a 19 anni, dopo aver vinto il titolo di capocannoniere del loro girone del campionato giovanile nazionale con 21 reti, Terodde ottiene presto la sua prima opportunità da professionista con Die Zebras, debuttando in 2. Bundesliga il 19 ottobre del 2008, in una partita contro l'Ingolstadt.
All'inizio del 2009, subito dopo aver esteso il suo contratto per un altro anno, viene girato in prestito al Fortuna Düsseldorf, allora militante nell'appena nata 3. Liga, per il resto della stagione. Proprio durante questo periodo, segna il suo primo gol da professionista.

### Colonia
Dopo sette anni a Duisburg (contando il periodo trascorso nelle giovanili), nell'estate del 2009 Terodde passa al Colonia, con cui avrà la possibilità di esordire in Bundesliga un anno dopo, pur giocando principalmente per la squadra B dei bianco-rossi.

### Union Berlino
Nell'estate del 2011, Terodde torna in cadetteria, unendosi all'Union Berlino in prestito. In seguito alla buona stagione disputata con Die Eisernen, impreziosita dalle otto reti messe a segno in campionato, l'attaccante viene riscattato dalla società della capitale, firmando un contratto triennale.
Gioca anche i due campionati successivi di 2. Bundesliga, con la squadra che, pur non riuscendo a rientrare nella lotta per la promozione in massima serie, si mantiene su buoni livelli, ottenendo un altro settimo e un nono posto.

### Bochum e il primo titolo di capocannoniere
Nel 2014, viene ingaggiato dal Bochum, desideroso di riscatto dopo aver ottenuto solo un quindicesimo posto in 2. Bundesliga l'anno precedente. Nella sua prima stagione con i bianco-azzurri (che quell'anno si piazzano undicesimi), Terodde vede la sua vena realizzativa lievitare: con 16 reti, diventa il capocannoniere della squadra e il secondo miglior marcatore della categoria, dietro soltanto a Rouwen Hennings.
Va ancora meglio l'anno seguente, quando l'attaccante segna ben 25 reti in 33 partite (fra cui una tripletta all'ultima giornata di campionato, contro l'Heidenheim), diventando capocannoniere della seconda serie per la prima volta e guidando la sua squadra al quinto posto finale.

### Stoccarda e la promozione in Bundesliga

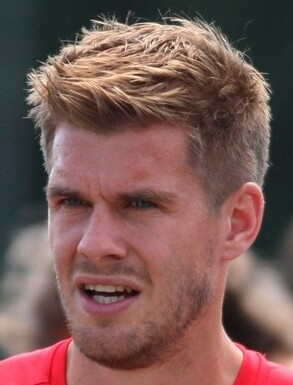
Terodde durante una sessione di allenamento con lo Stoccarda nel 2016.

In seguito agli ottimi risultati ottenuti a Bochum, nell'estate del 2016 Terodde passa allo Stoccarda, appena retrocesso dalla massima serie.
Nella sua prima stagione con Die Roten, l'attaccante fornisce subito un grande impatto: segnando lo stesso numero di reti della stagione precedente (25, inclusa una tripletta contro l'Arminia Bielefeld il 6 novembre del 2016), vince il titolo di capocannoniere della 2. Bundesliga per il secondo anno consecutivo e gioca un ruolo chiave nel ritorno immediato dello Stoccarda in massima serie. In seguito alle sue prestazioni, gli viene anche offerto un nuovo contratto biennale, da estendere eventualmente per un'altra stagione.
Tuttavia, la stagione successiva Terodde non riesce a mantenersi sugli stessi livelli, tanto da segnare appena due gol in 15 presenze in Bundesliga: ciò gli consente comunque di contribuire alla sorprendente stagione dello Stoccarda, che conclude al settimo posto.

### Il ritorno a Colonia e i nuovi record
Altrettanto a sorpresa, a metà della stessa stagione, nel dicembre del 2017, viene annunciato il ritorno di Terodde al Colonia, la squadra che gli aveva concesso di vivere le sue prime esperienze in Bundesliga. Firma un contratto fino al 30 giugno del 2021.

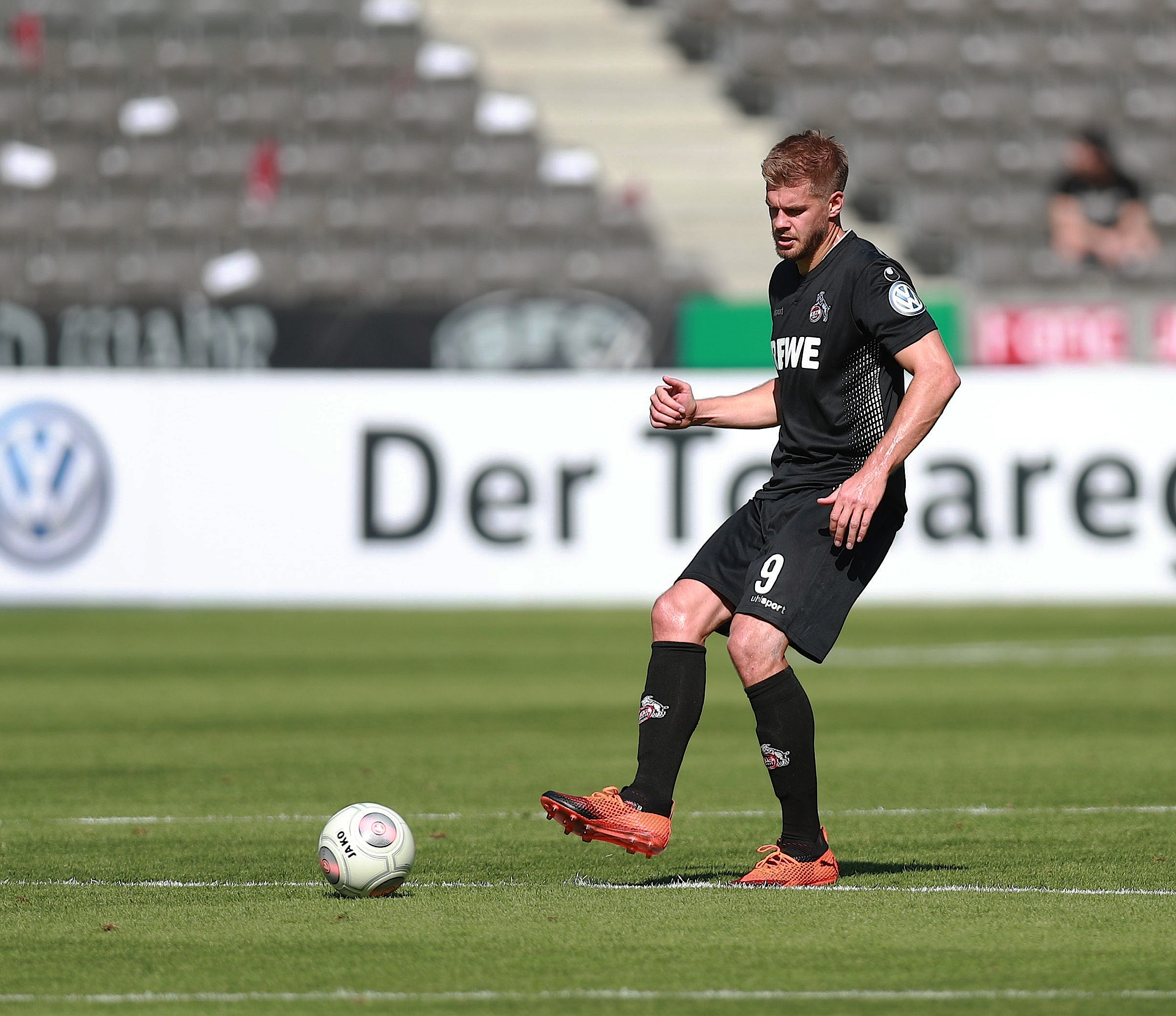
Terodde in azione con la maglia del Colonia nell'agosto nel 2018.

Il centravanti segna subito tre gol nelle sue prime due partite, ma nemmeno il suo aiuto riesce a risollevare la stagione dei bianco-rossi, che terminano il campionato all'ultimo posto e vengono così retrocessi in seconda serie. Nonostante ciò, Terodde conclude la sua prima stagione completa in Bundesliga con un totale di sette reti in trenta partite (di cui due in quindici con lo Stoccarda e cinque in quindici con il Colonia).
La stagione successiva si apre nel migliore dei modi per l'attaccante, che il 19 agosto 2018 segna quattro reti nel 9-1 rifilato dal Colonia al Berliner FC Dynamo, un incontro valido per il primo turno eliminatorio della coppa nazionale. Il 28 settembre successivo, Terodde stabilisce un altro record personale, segnando il suo centesimo gol in 2. Bundesliga nel successo della sua squadra contro l'Arminia Bielefeld. Alla fine della stagione 2018-19, vince per la terza volta il titolo di capocannoniere della categoria, con ben 29 reti (nove in più del secondo miglior marcatore e suo compagno di squadra, il colombiano Jhon Córdoba), mentre il Colonia vince il campionato, ottenendo una nuova promozione in Bundesliga dopo un solo anno.
Nella stagione seguente, però, Terodde viene utilizzato principalmente come sostituto di Córdoba o di Mark Uth e, più in generale, conferma una maggiore difficoltà ad incidere nella massima serie, segnando solo tre reti nelle ventitré partite disputate. Alla fine della stagione, il Colonia riesce comunque ad ottenere la salvezza, classificandosi al quattordicesimo posto (a pari punti con l'Augusta).

### Amburgo e il primato nella 2. Bundesliga
Al termine del suo contratto con il Colonia, Terodde rimane svincolato, ma nell'agosto del 2020 trova una nuova sistemazione all'Amburgo, con cui firma un contratto per una stagione. Segna immediatamente quattro reti nelle sue prime due partite di campionato con la nuova maglia: così facendo, sale a quota 122 reti totali in 2. Bundesliga e batte il record precedentemente stabilito da Sven Demandt, diventando il miglior marcatore di sempre della categoria per i soli campionati a girone unico (dal 1981 in poi). Alla fine del campionato, totalizza 23 reti in 33 partite, che per altro non sono sufficienti per garantire all'Amburgo una possibilità di ritornare in massima serie: infatti, la squadra conclude al quarto posto per il terzo anno di seguito, a quattro punti di distanza dall'Holstein Kiel qualificato ai play-off.

### Schalke 04
Al termine dell'esperienza con Die Rothosen, Terodde decide di rimanere ancora in seconda serie e accasarsi allo Schalke 04, reduce da una stagione fallimentare conclusasi con la retrocessione dalla Bundesliga: firma un contratto per una stagione, con la possibilità di estendere l'accordo per un altro anno. Dopo aver segnato immediatamente al suo debutto ufficiale con la squadra della Ruhr, aprendo le marcature nella sfida di campionato proprio contro l'Amburgo (poi persa per 3-1), il centravanti si è immediatamente confermato come punto di riferimento principale dell'attacco dello Schalke, arrivando a realizzare ben dieci reti nelle prime otto partite di campionato. Un risultato, quest'ultimo, che gli ha anche permesso di superare Karl-Heinz Mödrath e raggiungere il secondo posto nella classifica dei migliori marcatori di sempre della 2. Bundesliga (considerando anche le stagioni precedenti al 1981). Il 20 novembre 2021, siglando la rete del definitivo 1-1 contro il Werder Brema, si issa in testa alla graduatoria perpetua dei migliori marcatori della 2. Bundesliga.

## Palmarès

### Club

#### Competizioni nazionali
- Campionato tedesco di seconda divisione: 3

Stoccarda: 2016-2017
Colonia: 2018-2019
Schalke 04: 2021-2022

### Individuale
- Capocannoniere della 2. Bundesliga: 4[25]

2015-2016 (25 reti), 2016-2017 (25 reti), 2018-2019 (29 reti), 2021-2022 (30 reti)